# Il delfino
Il delfino (The Dolphin: Story of a Dreamer) è il primo romanzo dello scrittore Sergio Bambarén, pubblicato nel 1995.

## Edizioni in italiano
- Sergio Bambarén; Il delfino, traduzione di Anna Pastore, Sperling & Kupfer, Milano 1997
- Sergio Bambarén; Il delfino, traduzione di Anna Pastore; illustrazioni di Oscar Astromujoff, Sperling & Kupfer, Milano 1997
- Sergio Bambarén; Il delfino; Serena: due storie di coraggio, di amicizia e di speranza, traduzioni di Anna Pastore, Marina Marini; illustrazioni di Oscar Astromujoff; a cura di Enrico Saravalle, A. Mondadori scuola, Milano 2004
- Sergio Bambarén, Il delfino, Sperling & Kupfer economica, Milano 2009
- Sergio Bambarén; Il delfino: i sentieri del sogno portano alla verità, traduzione di Anna Pastore, Sperling & Kupfer: Pickwick, 2013

## Altri media
- Nel 2009 è uscito il film Il delfino - Storia di un sognatore, adattamento animato del libro.